# Antonio Peña y Goñi
Antonio Peña y Goñi (San Sebastián, 2 de noviembre de 1846-Madrid, 13 de noviembre de 1896) fue un compositor, crítico musical, musicólogo y crítico taurino español.

## Biografía
Pasó parte de su juventud en Francia, estudiando en París y en Burdeos, si bien los estudios musicales los cursó en San Juan de Luz, donde se aficionó a la pelota vasca, y en el Conservatorio de Madrid. Desde muy joven se orientó a la crítica musical, comenzando en 1868 a escribir para El Imparcial con un estilo y una extensión hasta entonces no conocida y que, a falta de catalogar, podría superar las 300 referencias en las más de diez publicaciones por las que pasó, entre ellas La Crítica, revista que fundó junto a Manuel de la Revilla, o La Ilustración Europea y Americana.[cita requerida] Sostuvo un famoso debate sobre la ópera y la zarzuela con Tomás Bretón. 
Autor de numerosos opúsculos, su obra más importante es La ópera española y la música dramática en España en el siglo XIX, Madrid, 1881. Defensor de Richard Wagner en Madrid, tradujo Rienzi en 1875 con motivo de la primera representación de una ópera de Wagner en España y dedicó una monografía a Los maestros cantores (1893). Formó parte de la delegación española del Patronatverein de Bayreuth, delegación presidida y representada por Joaquín Marsillach; dicho Patronato del Festival de Bayreuth había sido creado por Richard Wagner para sufragar el coste del estreno de Parsifal.
También destacó por su labor de crítico taurino y como divulgador del deporte de la pelota vasca. En la composición destaca por su fantasía Vasconia y otra sobre motivos de Pan y toros. En 1879 fue nombrado catedrático de Historia y Crítica de arte de la música en la Escuela Nacional de Música de Madrid. Académico de la Real de Bellas Artes de San Fernando en 1892 y Gran Cruz de Carlos III. Caballero de la Orden de Isabel la Católica. Escribió biografías como las de Miguel Marqués o Jesús de Monasterio.
Como escritor taurómaco y crítico taurino fue partidario de Frascuelo y se le deben biografías como las de Guerrita y Lagartijo, y otras obras; fue uno de los directores de La Lidia (1882-1899), donde publicaba críticas bajo el seudónimo de Don Cándido.
Mantuvo una estrecha amistad con el marino Fernando Villaamil, para quien en 1895 prologó el libro Viaje de circunnavegación de la corbeta Nautilus.
Una calle del barrio de Gros de su localidad natal, San Sebastián, lleva el nombre de Peña y Goñi.

## Obras
- La ópera española y la música dramática en España en el siglo XIX: apuntes históricos, Madrid, Imprenta de El Liberal, 1881 y Madrid, ICCMU, 2004 (Ed. facs.).
- Contra la ópera española. Madrid, Manuel G. Hernández, 1885.
- Lagartijo y Frascuelo y su tiempo, Madrid: Espasa-Calpe, 1994, y Valencia, Librerías París-Valencia, 2001.
- Rienzi. Grande Ópera Trágica en cinco actos. Poesía y música de Ricardo Wagner. Precedida de la biografía del célebre maestro (por Antonio Peña). Madrid: Andrés Vidal (hijo), editor, 1875.
- Cajón de sastre. Madrid: Imp. de la Vda. de J. Ducazal, 1894.
- Guerrita. Madrid: Imp. de la Vda de J. Ducazal, 1894.
- Lagartijo México: Andrés Botas y Miguel, s. a.
- ¡Cuernos!: revistas de toros Madrid: Librería de Murillo, 1883.
- De buen humor Madrid, 1892.
- Cuatro cosas; ilustraciones de Hastoy y Heredia. Madrid, 1895.
- Arte y patriotísmo: Gayarre y Masini Madrid: M.G. Hernández, 1882
- Impresiones musicales: colección de artículos de crítica y literatura musical Madrid: Manuel Minuesa de los Rios, 1878.
- Peña y Goñi y otros, Iparraguirre y el árbol de Guernica Bilbao, 1896.
- Luis Mancinelli y la Sociedad de Conciertos de Madrid Madrid, 1891 (Tip. de Manuel Ginés Hernández)
- Nuestros Músicos: Barbieri Madrid: José M. Ducazcal, 1875
- Los Maestros Cantores de Núremberg de Ricardo Wagner Madrid, 1893 (Imp. José Mª Ducazcal)
- La obra maestra de Verdi "Aida": ensayo crítico musical. Madrid, 1875 (F. Iglesias y P. García)
- La pelota y los pelotaris Echévarri, Vizcaya: Amigos del Libro Vasco, 1984
- Río revuelto Barcelona: Antoni López, Editor, Librería Española, s. a.
- Teatro: Colección de artículos... Precedida de un estudio crítico y biográfico de D. Antonio Peña y Goñi. Barcelona, 1889 (Imp. Heinrich y Cia.)
- Estudio crítico de Los Amantes de Teruel, drama lírico en un prólogo y cuatro actos, letra y música de Tomás Bretón, 1889.[4]